# Claudia Mandrysch
Claudia Mandrysch (* 27. September 1969) ist eine ehemalige deutsche Fußballspielerin.

## Karriere

### Vereine
Mandrysch spielte zunächst im nordrhein-westfälischen Lage für den Ortsteilverein BSV Müssen, bevor sie zur Saison 1994/95 vom FC Rumeln-Kaldenhausen verpflichtet wurde. Als Zweiter der Gruppe Nord der seinerzeit zweigleisigen Bundesliga und damit für die Endrunde um die Deutsche Meisterschaft qualifiziert, scheiterte sie mit ihrer Mannschaft im Halbfinale am FSV Frankfurt mit 3:7 nach Hin- und Rückspiel. Im Wettbewerb um den Vereinspokal schied ihre Mannschaft vorzeitig aus; im Viertelfinale unterlag man bei Grün-Weiß Brauweiler mit 1:4.
In der Folgesaison Drittplatzierter und im Pokalwettbewerb im Halbfinale beim FSV Frankfurt mit 0:2 unterlegen, ereilte ihre Mannschaft das Aus im Jahr darauf mit 3:4 n. V. gegen Grün-Weiß Brauweiler ebenfalls im Halbfinale. In der Endrunde um die Deutsche Meisterschaft – als Zweiter der Gruppe Nord – drang sie mit ihrer Mannschaft ins Finale vor, das am 8. Juni 1997 im Duisburger Stadtteil Homberg mit 3:5 im Elfmeterschießen gegen Grün-Weiß Brauweiler verloren wurde; ihren Elfmeter verwandelte sie zum 3:3.
Mit Saisonstart der eingleisigen Bundesliga 1997/98 und der gleichzeitigen Namensänderung des Vereins in FCR Duisburg 55 kam sie für diesen zum Einsatz. Nach Abschluss der Saison als Drittplatzierter folgte am Saisonende 1998/99 der zweite Platz. In ihrer letzten Saison gewann sie mit ihrem Verein die Meisterschaft, die einzige in der Vereinsgeschichte.
Zur Saison 2000/01 wechselte sie zum FFC Flaesheim-Hillen, mit dem sie in einer zwölf Mannschaften starken Bundesliga den sechsten Platz belegte. Insolvenzbedingt wurde der Verein bald danach aufgelöst. Ihre letzten vier Spielzeiten bestritt sie für die SG Essen-Schönebeck – von 2001 bis 2004 in der zweitklassigen Regionalliga West, aus der sie mit der Mannschaft als Westmeister in die Bundesliga aufstieg. Als Neuling konnte die Klasse als Zehntplatzierter soeben noch gehalten werden; Mandrysch beendete danach ihre Spielerkarriere.

### Auswahl-/Nationalmannschaft
Als Spielerin der Auswahlmannschaft des Fußballverbandes Niederrhein gewann sie das Finale um den Länderpokal, der am 9. Juni 1996 in Offenbach mit 3:2 gegen die Auswahlmannschaft des Hessischen Fußball-Verbandes errungen wurde.
Für die A-Nationalmannschaft bestritt sie im Jahr 1995 zwei Länderspiele. Es waren die beiden jeweils mit 3:0 gewonnenen EM-Qualifikationsspiele in der Gruppe 1 der Kategorie A am 20. September in Tampere gegen die Nationalmannschaft Finnlands und am 25. Oktober in Preßburg gegen die Nationalmannschaft der Slowakei.

### Tätigkeit als Trainerin
2022 nahm Claudia Mandrysch eine Tätigkeit als Verbandstrainerin beim Fußball-Landesverband Brandenburg auf.

## Erfolge
- Deutscher Meister 2000
- DFB-Pokal-Sieger 1998, -Finalist 1999, -Finalist 2001
- Meister der Regionalliga West 2004 und Aufstieg in die Bundesliga 2004
- Länderpokal-Sieger 1996